# Jiyuan (miasto)
Jiyuan (chiń. 济源; pinyin Jǐyuán) – miasto o statusie podprefektury we wschodnich Chinach, w prowincji Henan. W 1999 roku liczba mieszkańców miasta wynosiła 644 676.